# إيرين فريش
إيرين فريش (بالإنجليزية: Irena Frisch)‏ هي كاتِبة أمريكية، ولدت في 3 مايو 1931 في دروغوبيتش في أوكرانيا.